# Arbon (França)
Arbon é uma cidade francesa de 85 habitantes localizada no departamento do Alto Garona, região de Sul-Pirenéus.